# Vicki Draves
Victoria Manalo "Vicki" Draves, född 31 december 1924 i San Francisco i Kalifornien, död 11 april 2010 i Palm Springs i Kalifornien, var en amerikansk simhoppare.
Draves blev olympisk guldmedaljör i svikthopp vid sommarspelen 1948 i London.